# Dvorce, Bruntál
Dvorce là một làng thuộc huyện Bruntál, vùng Moravskoslezský, Cộng hòa Séc.